# Montoriol (Palafrugell)
El Montoriol és una serra situada entre els municipis de Forallac i Palafrugell a la comarca del Baix Empordà, amb una elevació màxima de 265 metres.